# Lipnița
Lipniţa là một xã ở hạt Constanţa, România.
Xã này có 7 làng:
- Lipniţa
- Canlia (tên lịch sử: tiếng Thổ Nhĩ Kỳ: Kanlı)
- Carvan (tên lịch sử: Kervan; Carvan de Sus, tiếng Thổ Nhĩ Kỳ: Yukarı Kervan; Carvan de Jos, tiếng Thổ Nhĩ Kỳ: Aşağı Kervan)
- Coşlugea (tiếng Thổ Nhĩ Kỳ: Kozluca)
- Cuiugiuc (tiếng Thổ Nhĩ Kỳ: Kuyucuk)
- Goruni (tên lịch sử: Velichioi, tiếng Thổ Nhĩ Kỳ: Veli-Köy)
- Izvoarele (tên lịch sử: Pârjoaia)